# Osamu Jamadži
Osamu Jamadži (japonsko 山路 修), japonski nogometaš, 31. avgust 1929, Hjogo, Japonska, † 26. januar 2021.
Za japonsko reprezentanco je odigral eno uradno tekmo.